# Методи аналізу індивідуального складу нафти
Методи аналізу індивідуального складу нафти (рос. нефти методы анализа индивидуального состава; англ. analysis methods of oil individual content, нім. Analysenmethoden f pl der Erdölindividualzusammensetzung) — сукупність методів газової хроматографії (для аналізу нафтових газів, бензинових фракцій, висококиплячих вуглеводнів, невуглеводневих компонентів) і аналітичної реакційної газової хроматографії. На сьогодні у складі нафт виявлено близько 1000 індивідуальних сполук. Більша частина з них належить до вуглеводнів, бл. 250 — до сірко-, бл. 85 — до кисне- і понад 30 — до азотовмісних сполук.